# Gian Piero Motti
Gian Piero Motti, noto anche come Giampiero (Torino, 6 agosto 1946 – Monastero di Lanzo, 22 giugno 1983), è stato un alpinista e scrittore italiano.
(dalla guida della Valle dell'Orco (Tamari Editore))

## Biografia
Si avvicinò giovanissimo alla montagna. Venne ammesso nel Club Alpino Accademico Italiano nel 1972 e nel Groupe de haute montagne nel 1973. Tramite il suo pensiero ed i suoi scritti teorizzò il "Nuovo Mattino" intravedendo già la fine dello stesso.
Fu direttore della Rivista della Montagna dal 1975 al 1977.
Morì nella notte tra il 21 e il 22 giugno 1983 all'età di 36 anni togliendosi la vita.

## Opere
- La storia dell'alpinismo - Cda & Vivalda Editori, Torino 1994
- I falliti ed altri scritti - Cda & Vivalda Editori, Torino 2000